# КрАЗ H12.2
КрАЗ Н12.2 (англ. KrAZ H12.2) — вантажний автомобіль-шасі АвтоКрАЗ вантажопідйомністю 13,5 тонн з компонувальною схемою «кабіна над двигуном» і колісною формулою 4х2, призначений для монтажу спеціальних надбудов з технологічним обладнанням, що використовуються в будівництві, ремонті та обслуговуванні об'єктів комунального господарства, промислових підприємств і доріг.
КрАЗ Н12.2 обладнаний новим шестициліндровим двигуном ЯМЗ-536 (Євро-4) об'ємом 6,65 л, потужністю 312 к.с. і обертовим моментом 1230 Нм, обладнаним системою рециркуляції вихлопних газів і глушником відпрацьованих газів з вбудованим каталітичним нейтралізатором, одним дисковим зчепленням MFZ-430 і дев'ятиступеневою коробкою передач 9JS150ТА. Конструкція двигуна дозволяє без істотних витрат досягти показників Євро-5.
Вантажівка може оснащуватися широкою гамою силових агрегатів, зокрема V-подібні двигуни.
На КрАЗ Н12.2 можна встановлювати різні надбудови.
Шасі обладнано антиблокувальною системою гальм.

## Модифікації
- КрАЗ Н12.0 — дослідна модель з кабіною виробництва АвтоКрАЗ розроблена в 2010 році;
- КрАЗ Н12.2 — базова модель з кабіною виробництва АвтоКрАЗ;
- КрАЗ Н12.2R — дослідна модель з кабіною від вантажівки Renault Kerax;
- КрАЗ Н12.2M (КрАЗ-5544) — модифікація з ліцензійною кабіною MAN TGA, без спального місця, виробництва Hubei Qixing (модель PW21) (вересень 2014 року);
- КрАЗ Н12.2-УЯР-01 — дорожньо-ремонтна комбінована машина, призначена для механізації ямкового ремонту асфальтобетонних покриттів дорожнього полотна;
- КрАЗ К12.2 — автомобілі спеціального призначення на шасі КрАЗ Н12.2;
- КрАЗ-5401 — серійний варіант дослідного КрАЗ Н12.2R з кабіною від вантажівки Renault Kerax і двигуном Mercedes-Benz M906LAG 6,8 л потужністю 279 к.с., що працює на метані.